# Trevor Francis
Trevor John Francis (Plymouth, 19 de abril de 1954 – Marbelha, 24 de julho de 2023) foi um futebolista e treinador inglês.
Dentre os reconhecidos jogadores ingleses dos anos 70 e 80, foi um dos mais andarilhos, tendo jogado por nove equipes. Está mais identificado com duas das equipes que defendeu em sua primeira década profissional: o Birmingham City, onde é debutou em 1971 e ficou até 1978, sendo considerado o maior jogador da história do clube; e o Nottingham Forest, onde permaneceu entre 1979 e 1981, onde também fez história.
A transferência de Francis entre os dois clubes inauguraria a era milionária dos passes dos jogadores.

## Auge
Francis pertencia ao Birmingham até 1979, mas passara os dois anos anteriores emprestado a um clube estadunidense, o Detroit Express. Desde 1976 defendia a Inglaterra. Foi comprado pelo Nottingham em transferência já rotulada como "o equivalente no futebol à quebra da barreira do som"; O minúsculo clube, que surpreendera ao ser campeão inglês em 1978, causava assombro ainda maior ao chegar à final da Copa dos Campeões da UEFA em 1979. O treinador Brian Clough sempre enfatizaria que o valor correto da transferência fora ajustado em 999.999 libras, em montante proposital exatamente para que Francis não sofresse a pressão de um inédito valor milionário - que, contudo, acabaria atingido com o acréscimo da tributação incidente, o que elevou a cifra para 1,18 milhões de libras.
O atacante tornou-se assim o primeiro jogador a valer mais de um milhão de dólares- quebrando inclusive um recorde que durava apenas um mês, em que um atleta do Middlesbrough havia tornado-se o primeiro a valer US$ 800 000,00. O dinheiro usado era o que o Nottingham havia ganhado com o título inglês. Havia sido contratado por ordem do técnico Brian Clough bem antes da equipe chegar à final, quatro meses antes da partida, só podendo estrear nela devido a regras da UEFA.
Francis não desapontou em sua estreia literalmente decisiva, marcando de cabeça o solitário gol da partida jogada contra outro azarão, o clube sueco do Malmö, aos 45 minutos do primeiro tempo. Curiosamente, por conta da cerimônia de "batismo" imposta por Clough, Francis teve de servir chá aos colegas no intervalo daquela e das primeiras outras partidas que se seguiram. "Ele punha muito leite no meu. Jogava melhor do que fazia chá", chegou a contar o treinador.

## Decadência
Apesar do gol do histórico título europeu, Francis não demonstrou uma boa artilharia no Forest. Lesões no tendão de aquilhes lhe atrapalhariam na equipe, fazendo-o inclusive perder a partida final da Copa dos Campeões de 1980 - novamente, o clube surpreenderia, vencendo os favoritos do Hamburgo, clube alemão que contava com o grande astro da Seleção Inglesa na época, Kevin Keegan. Da Seleção Inglesa, por sinal, Francis ficou de fora da Eurocopa 1980, realizada semanas após a decisão europeia, justamente em função das lesões.
O "jogador milionário", alcunha que sempre carregou, ficaria ainda mais uma temporada no Nottingham até o clube decidir vendê-lo ao Manchester City. Uma média razoável de gols pelos Citizens lhe credenciaria a estar no elenco inglês que foi à Copa do Mundo de 1982. Sem poder arcar com um jogador caríssimo e que sofria com lesões, o City o vendeu à Sampdoria. Francis ficaria cinco anos no futebol italiano, os três primeiros deles na equipe de Gênova, despedindo-se dela com o título da Copa da Itália (da qual foi artilheiro, com nove gols) em 1985. Os dois anos seguintes seriam na Atalanta, de onde foi trazido por Graeme Souness em 1987 para jogar no Rangers.
Francis foi um dos membros da "invasão inglesa" no clube escocês, que contratara também Chris Woods, Terry Butcher, Trevor Steven, Gary Stevens e Ray Wilkins. Francis, entretanto, ficaria pouco tempo em Glasgow, conquistando apenas a Copa da Liga Escocesa de 1988.

## Técnico
Iria após a taça para outro Rangers, o de Queens Park. Ficou três anos no QPR até ir para o que seria seu último clube, o Sheffield Wednasday, onde em 1994 aposentou-se. Tanto no Wednesday quanto no Queens Park Rangers atuou como jogador e treinador.
Na nova função, passaria seis anos na equipe que o revelou, o Birmingham City, entre 1995 e 2001, ano em que foi treinar o Crystal Palace, saindo em 2003 e não treinando mais desde então.

## Títulos

### Como Jogador
Nottingham Forest
- Copa dos Campeões: 1979, 1980

Sampdoria
- Copa da Itália: 1985

Rangers
- Copa da Liga Escocesa: 1988

Sheffield Wednesday
- Copa da Liga Inglesa: 1991

### Individuais
- Seleção do Campeonato Inglês: 1975/76, 1977/78, 1981/82